# Kim Ah-joong
Kim Ah-joong (hangul: 김아중, nascida em 16 de outubro de 1982) é uma atriz, modelo e cantora sul-coreana. Ela é mais conhecida por interpretar as personagens principais da comédia romântica 200 Pounds Beauty e Live Up to Your Name.

## Carreira
Ela voltou à TV no drama jurídico Punch, onde recebeu críticas positivas por interpretar um promotor. Em 2016, Kim estrelou o thriller policial Wanted. Em 2017, ela estrelou a comédia romântica Time Up to Your Name, ao lado de Kim Nam-gil.

## Filmografia

### Cinema
| Ano  | Título                       | Papel                     | Notas              |
| ---- | ---------------------------- | ------------------------- | ------------------ |
| 2005 | When Romance Meets Destiny   | Lee Kyung-jae             |                    |
| 2006 | 200 Pounds Beauty            | Kang Han-na / Jenny       |                    |
| 2009 | Present                      | Spy W                     | Curta              |
| 2010 | Foxy Festival                | Soo-jung                  | Cameo              |
| 2012 | My PS Partner                | Yoon-jung                 |                    |
| 2013 | Catch Me                     | Yoon Jin-sook/Lee Sook-ja |                    |
| 2013 | Amazing                      | Erin                      |                    |
| 2017 | The King                     | Sang-hee                  | Special appearance |
| 2019 | The Bad Guys: Reign of Chaos | Kwak No-soon              |                    |

### Televisão
| Ano  | Título                          | Papel           | Emissora |
| ---- | ------------------------------- | --------------- | -------- |
| 2004 | Emperor of the Sea              | Ha Jin          | KBS2     |
| 2005 | Our Attitude to Prepare Parting | Seo Hee-won     | MBC      |
| 2005 | Bizarre Bunch                   | Kim Jong-nam    | KBS1     |
| 2009 | The Accidental Couple           | Han Ji-soo      | KBS2     |
| 2011 | Sign                            | Go Da-kyung     | SBS      |
| 2014 | Punch                           | Shin Ha-Gyung   | SBS      |
| 2016 | Wanted                          | Jung Hye-in     | SBS      |
| 2017 | Live Up to Your Name            | Choi Yeon-kyung | tvN      |

## Prêmios e indicações
| Ano  | Prêmio                                     | Categoria                                        | Obra indicada                   | Resultado | Ref.   |
| ---- | ------------------------------------------ | ------------------------------------------------ | ------------------------------- | --------- | ------ |
| 2005 | Dong-A TV Fashion-Beauty Awards            | Best Dresser                                     | —                               | Venceu    | [ 10 ] |
| 2005 | MBC Drama Awards                           | Best New Actress                                 | Our Attitude to Prepare Parting | Indicado  |        |
| 2005 | KBS Drama Awards                           | Best New Actress                                 | Bizarre Bunch                   | Venceu    | [ 11 ] |
| 2006 | 42nd Baeksang Arts Awards                  | Best New Actress                                 | When Romance Meets Destiny      | Indicado  |        |
| 2006 | 42nd Baeksang Arts Awards                  | Most Popular Actress                             | When Romance Meets Destiny      | Venceu    | [ 12 ] |
| 2006 | 27th Blue Dragon Film Awards               | Best New Actress                                 | When Romance Meets Destiny      | Indicado  |        |
| 2007 | 6th Cyworld Digital Music Awards           | Song of the Month                                | "Beautiful Girl"                | Venceu    | [ 13 ] |
| 2007 | 2nd Asia Model Awards                      | Popular Star Award                               | —                               | Venceu    | [ 14 ] |
| 2007 | 30th Golden Cinematography Awards          | Best New Actress                                 | 200 Pounds Beauty               | Venceu    | [ 15 ] |
| 2007 | 4th Max Movie Awards                       | Best Actress                                     | 200 Pounds Beauty               | Venceu    | [ 16 ] |
| 2007 | 44th Grand Bell Awards                     | Best Actress                                     | 200 Pounds Beauty               | Venceu    | [ 17 ] |
| 2007 | 44th Grand Bell Awards                     | Popularity Award                                 | 200 Pounds Beauty               | Venceu    | [ 18 ] |
| 2007 | 1st Mnet 20's Choice Awards                | Best Actress                                     | 200 Pounds Beauty               | Venceu    | [ 19 ] |
| 2007 | 15th Chunsa Film Art Awards                | Best Actress                                     | 200 Pounds Beauty               | Venceu    | [ 20 ] |
| 2007 | 3rd Premiere Magazine's Rising Star Awards | Rising Star                                      | 200 Pounds Beauty               | Venceu    | [ 21 ] |
| 2007 | 1st Korea Movie Star Awards                | Rookie Award                                     | 200 Pounds Beauty               | Venceu    | [ 22 ] |
| 2007 | 1st Korea Movie Star Awards                | Best Couple Award                                | 200 Pounds Beauty               | Venceu    | [ 22 ] |
| 2007 | 45th Motion Pictures Day                   | Most Promising Actress                           | 200 Pounds Beauty               | Venceu    | [ 23 ] |
| 2007 | 28th Blue Dragon Film Awards               | Best Actress                                     | 200 Pounds Beauty               | Indicado  |        |
| 2007 | 28th Blue Dragon Film Awards               | Popular Star Award                               | 200 Pounds Beauty               | Venceu    | [ 24 ] |
| 2007 | 6th Korean Film Awards                     | Best Actress                                     | 200 Pounds Beauty               | Indicado  |        |
| 2007 | 22nd Golden Disc Awards                    | Ceci Special Award                               | "Beautiful Girl"                | Venceu    | [ 25 ] |
| 2007 | Elle Style Award Asia                      | Hot Face Award                                   | —                               | Venceu    | [ 26 ] |
| 2009 | 3rd André Kim Best Star Award              | Female Star Award                                | —                               | Venceu    | [ 27 ] |
| 2009 | 7th Korea Lifestyle Awards                 | Best Dresser Award                               | —                               | Venceu    | [ 28 ] |
| 2009 | KBS Drama Awards                           | Excellence Award, Actress in a Miniseries        | The Accidental Couple           | Venceu    | [ 29 ] |
| 2011 | 47th Baeksang Arts Awards                  | Best Actress (TV)                                | Sign                            | Indicado  |        |
| 2011 | SBS Drama Awards                           | Top Excellence Award, Actress in a Drama Special | Sign                            | Indicado  |        |
| 2015 | SBS Drama Awards                           | Top Excellence Award, Actress in a Drama Special | Punch                           | Indicado  |        |
| 2016 | 5th APAN Star Awards                       | Excellence Award, Actress in a Miniseries        | Wanted                          | Indicado  |        |
| 2017 | 1st The Seoul Awards                       | Best Actress                                     | Live Up to Your Name            | Indicado  |        |